# سوکستی (کارولینای جنوبی)
سوکستی(به انگلیسی: Socastee) شهری در ایالت کارولینای جنوبی کشور ایالات متحده آمریکا است که جمعیت آن در سرشماری سال ۲۰۱۰ میلادی، ۱۹٬۹۵۲ نفر بوده‌است.